# الکترولیز کلبه
الکترولیز کلبه(به انگلیسی: Kolbe electrolysis) یا واکنش کلبه نوعی واکنش شیمیایی در شیمی آلی است که به نام هرمان کلبه نامگذاری شده و به صورت زیر تعریف می‌شود. این واکنش دارای سازوکار رادیکالی است.
R۱COO− + R۲COO−  → R۱−R۲ + ۲ CO۲
که در این واکنش R۱و  R۲ گروه‌های آلکیل متفاوتی هستند و R۱−R۱ و R۲−R۲ آلکان هستند.
نمونه‌ای از این واکنش الکترولیز استیک اسید و تشکیل اتان و کربن دی اکسید است.
CH۳COOH → CH۳COO− → CH۳COO· → CH۳· + CO۲
۲CH۳· → CH۳CH۳
نمونه دیگر سنتز ۲٬۷-دی متیل-۲٬۷-دی نیترو اکتان از ۴-متیل-۴-نیترو والریک اسید است.

## همچنین ببینید
- الکتروسنتز
- واکنش اشمیت-کلبه